# Sissel Linderoth
Sissel Linderoth (* 27. Mai 1974, geborene Sissel Wåland) ist eine norwegische Badmintonspielerin. 

## Karriere
Sissel Linderoth war 1991 erstmals bei den nationalen Meisterschaften in Norwegen erfolgreich. Bis zum Jahr 1999 gewann sie insgesamt elf Meistertitel in ihrer Heimat. 1993, 1995 und 1999 nahm sie an den Badminton-Weltmeisterschaften teil.

## Sportliche Erfolge
| Saison | Veranstaltung                                | Disziplin   | Platz | Name                                    |
| ------ | -------------------------------------------- | ----------- | ----- | --------------------------------------- |
| 1991   | Norwegen: Einzelmeisterschaften der Junioren | Dameneinzel | 1     | Sissel Wåland                           |
| 1991   | Norwegen: Einzelmeisterschaften der Junioren | Damendoppel | 1     | Sissel Wåland / Lillian Olavesen        |
| 1991   | Norwegen: Einzelmeisterschaften              | Damendoppel | 1     | Camilla Silwer / Sissel Wåland          |
| 1992   | Norwegen: Einzelmeisterschaften der Junioren | Dameneinzel | 1     | Sissel Wåland                           |
| 1992   | Norwegen: Einzelmeisterschaften der Junioren | Damendoppel | 1     | Sissel Wåland / Vibeke Haraldsen        |
| 1992   | Norwegen: Einzelmeisterschaften              | Damendoppel | 1     | Camilla Silwer / Sissel Wåland          |
| 1993   | Norwegen: Einzelmeisterschaften              | Damendoppel | 1     | Gry Kirsti Skjønhaug / Sissel Linderoth |
| 1995   | Norwegen: Einzelmeisterschaften              | Damendoppel | 1     | Camilla Silwer / Sissel Linderoth       |
| 1996   | Norwegen: Einzelmeisterschaften              | Damendoppel | 1     | Camilla Silwer / Sissel Linderoth       |
| 1997   | Norwegen: Einzelmeisterschaften              | Dameneinzel | 1     | Sissel Linderoth                        |
| 1997   | Norwegen: Einzelmeisterschaften              | Damendoppel | 1     | Camilla Silwer / Sissel Linderoth       |
| 1998   | Norwegen: Einzelmeisterschaften              | Mixed       | 1     | Trond Wåland / Sissel Linderoth         |
| 1998   | Norwegen: Einzelmeisterschaften              | Dameneinzel | 1     | Sissel Linderoth                        |
| 1999   | Norwegen: Einzelmeisterschaften              | Dameneinzel | 1     | Sissel Linderoth                        |
| 1999   | Norwegen: Einzelmeisterschaften              | Damendoppel | 1     | Sissel Linderoth / Camilla Wright       |